# Сайроб
Сайро́б (тадж. Сайроб) — село у складі Хатлонської області Таджикистану. Входить до складу Панджобського джамоату району імені Мір Саїда Алії Хамадоні.
Назва означає гуляща вода. Колишня назва — Совхоз Чубек.
Населення — 6010 осіб (2010; 6279 в 2009).